# Jersey Boys (Musical)
Jersey Boys ist ein Jukebox-Musical. Die Musik schrieb Bob Gaudio, den Text Bob Crewe, das Buch schrieben Marshall Brickman und Rick Elice. In dokumentarischem Stil werden Entstehen, Erfolg und Auflösung der Rock-’n’-Roll-Gruppe The Four Seasons dargestellt. Der Titel bezieht sich auf New Jersey, die Herkunft der Bandmitglieder. Unterteilt ist das Musical in die vier Jahreszeiten, die jeweils von einem anderen Gruppenmitglied erzählt werden, jedes zeigt seine eigene Perspektive auf die Geschichte und die Musik. Verwendete Songs sind unter anderem Big Girls Don’t Cry, Sherry, December, 1963 (Oh, What a Night), My Eyes Adored You, Stay, Can’t Take My Eyes Off You, Working My Way Back to You und Rag Doll.
Am Broadway hatte Jersey Boys 2005 Premiere und wurde seither unter anderem im Londoner West-End, in Las Vegas, Chicago, Toronto, Melbourne, Singapur, Südafrika und in den Niederlanden gespielt. 2006 gewann Jersey Boys vier Tony Awards, darunter für das beste Musical, und 2009 den Laurence Olivier Award für das „Beste neue Musical“.
Die deutschsprachige Erstaufführung erfolgte 2023 beim Musical Sommer Amstetten.

## Entstehung
Ab dem Jahr 2000 versuchte Bob Gaudio, ein Mitglied der The Four Seasons, ein Musical aus den Liedern der Gruppe zu schreiben. Er engagierte die Buchautoren Rick Elice und Marshall Brickman sowie Des McAnuff als Regisseur. Brickman schlug vor, die Geschichte der Band nachzuerzählen, anstatt die Lieder für eine neue Story zu verwenden. Brickman wurde zu dem Projekt hinzugezogen, da „es eine klassische amerikanische Story ist: vom Tellerwäscher zum Millionär und wieder zurück.“
Dem Publikum war bis dahin wenig über die Geschichte der Band bekannt, da die Zeitschriften damals wenig darüber schrieben.
Brickman und Elice verwendeten auch Material aus Interviews mit den Bandmitgliedern Frankie Valli und Tommy DeVito. Dabei bemerkte Brickman, dass jedes Bandmitglied seine eigene Sichtweise auf die Geschehnisse während der aktiven Zeit der Gruppe hatte. Schließlich vertrauten sie auf DeVito, der sagte: „Hört nicht auf die Jungs. Ich werde euch erzählen, was wirklich geschah.“ Für Elice war dies ein Aha-Erlebnis, und die Widersprüche in ihren Erzählungen aufgrund der selektiven Wahrnehmung führten zur Darstellung der Geschichte aus vier Sichtweisen. Die Autoren nahmen auch Kontakt zu den Familienmitgliedern des Mafiabosses Gyp DeCarlo, um sicherzustellen, dass ihre Darstellung richtig war.
Obwohl Gaudio zu den ursprünglichen Entwicklern des Musicals gehörte, war er nicht an dem kreativen Prozess während der Proben beteiligt und kam erst bei der Premiere zum Ensemble. Gaudio, Valli und DeVito hatten sich entschieden, sich von der Musicalentwicklung zurückzuziehen, da sie nicht objektiv waren, und sie überließen es Brickman, Elice und McAnuff, die Story auf die Bühne zu bringen. Jedoch behielten sie sich das Recht vor, das Projekt zu beenden, falls es ihnen nicht gefiel.

## Produktionen
Jersey Boys hatte am 5. Oktober 2004 im La Jolla Playhouse an der University of California, San Diego Premiere und lief dort bis zum 16. Januar 2005. Christian Hoff, David Norona, Daniel Reichard und J. Robert Spencer spielten die The Four Seasons. Gegen Ende der Saison wurde Norona, der die Rolle des Frankie Valli spielte, durch John Lloyd Young ersetzt, der ursprünglich für die Rolle des Tommy DeVito vorgesprochen hatte.
Am Broadway begannen Previews am 4. Oktober 2005, die offizielle Eröffnung war am 6. November 2005.
Darsteller waren John Lloyd Young als Frankie Valli, Christian Hoff als Tommy DeVito, Daniel Reichard als Bob Gaudio und J. Robert Spencer als Nick Massi. Das Musical wird von Des McAnuff geleitet, der Intendant am La Jolla Playhouse war, die Choreographie hat Sergio Trujillo. Die Broadway-Produktion hatte 38 Previews und läuft noch.
Am 9. April 2014 erreichte sie ihre 3487. Aufführung und ist damit unter den am längsten laufenden Broadway-Produktionen auf Platz 13. Bemerkenswerte Besetzungsänderungen sind Andy Karl als Tommy DeVito und Sebastian Arcelus als Bob Gaudio.
Die erste Tour durch die Vereinigten Staaten begann am 10. Dezember 2006 im Curran Theatre in San Francisco und führte in 38 weitere Städte. Die letzte Aufführung war im Forrest Theatre in Philadelphia, wo achtmal der Kassenrekord gebrochen wurde, bevor die Tour zu einem Wiederholungsauftritt nach Boston zurückkehrte.
Während die erste Tour lief, debütierte ein zweites Ensemble in Curran und setzt die Aufführungen seit dem 5. Oktober 2007 im Chicagos Bank of America Theatre fort.
In London feierte Jersey Boys seine West End-Premiere im Prince Edward Theatre. Kreativteam war das gleiche, das das Musical am Broadway produziert hatte. Hauptdarsteller waren Ryan Molloy als Frankie Valli, Stephen Ashfield als Bob Gaudio, Glenn Carter als Tommy DeVito, Philip Bulcock als Nick Massi, Stuart Milligan als DeCarlo und Tom Lorcan als Donnie/Knuckles. Die Produktion gewann den Laurence Olivier Award für das „Beste neue Musical“. Molloy spielte die Hauptrolle sechs Jahre lang und damit die längste Rolle in einem West-End-Musical. Am 15. März 2014 wechselte die Produktion an das Piccadilly Theatre, am gleichen Tag übernahm John Lloyd Young die Rolle des Frankie Valli.
Die australische Produktion startete am 4. Juli 2009 im Princess Theatre in Melbourne. Hauptdarsteller waren Bobby Fox als Frankie Valli, Stephen Mahy als Bob Gaudio, Scott Johnson als Tommy DeVito und Glaston Toft als Nick Massi.
Die Melbourner Produktion lief bis zum 25. Juli 2010, im September 2010 startete die Produktion in Sydney mit den gleichen Hauptdarstellern. Nach dem Ende der Aufführungen in Sydney am 18. Dezember 2011 startete die Show im April 2012 in Auckland und lief dort bis zum 17. Juni 2012.
Nach dem Erfolg der US-Tour im Herbst 2008 startete in Toronto, Ontario eine Produktion am 12. Dezember 2008 mit einer neuen, meist kanadischen Besetzung, einschließlich Jeremy Kushnier und Jenny Lee Stern von der ersten Tour. Diese Produktion endete am 22. August 2010, ihrem zweiten Jahrestag.
Eine Tour mit südafrikanischer Besetzung lief vom 23. November 2012 bis zum 27. Januar 2013 im Marina Bay Sands Resort in Singapur. Diese Produktion spielte dann am 3. April 2013 in Johannesburg im Teatro Montecasino und in Kapstadt im Artscape am 19. Juni 2013. Außerdem trat diese Produktion am 13. und 14. November 2013 in Istanbul im Zorlu Center Performing Arts Center auf und in Südkorea vom 17. Januar bis 23. März 2014.
Eine familienfreundlichere Version ohne Obszönitäten wurde vom 15. bis zum 27. April 2014 im Istana Budaya, Malaysia gezeigt.
Bei der niederländischen Produktion von Stage Entertainment, die am 22. September 2013 im Beatrix Theater in Utrecht startete, wurden die Lieder auf Englisch und die Dialoge auf Niederländisch dargeboten. Das war die erste Inszenierung in einer nicht-englischen Sprache. Hauptdarsteller waren Tim Driesen als Frankie Valli, René van Kooten als Tommy DeVito, Dieter Spileers als Bob Gaudio und Robbert van den Bergh als Nick Massi.
Im Herbst 2014 gab es eine UK-Tour, die vom 4. September bis 4. Oktober 2014 im Palace Theatre, Manchester, startete. Weitere Spielorte sind Edinburgh Playhouse (Edinburgh), Regent Theatre (Stoke), Hull New Theatre (Hull), Sunderland Empire Theatre (Sunderland) und New Alexandra Theatre (Birmingham). Diese Tour hat dasselbe Kreativteam wie die Broadway- und die West-End-Produktion.

## Inhalt

### 1. Akt
Frühling
Ces soirées-là, ein moderner Rap-Song aus dem Jahr 2000, erklingt. Tommy DeVito tritt auf, stellt sich vor und erklärt, dass es sich bei dem Lied um eine Cover-Version von December, 1963 (Oh, What a Night) von den Four Seasons handelt. Er bietet an, die Geschichte der Band zu erzählen, wie es mit der Band The Variety Trio mit seinem Bruder Nick DeVito und seinem Freund Nick Massi begann. Er entdeckte den Teenager Frankie Castelluccio, nahm ihn unter seine Fittiche und lehrte ihn alles, was er wusste (The Early Years: A Scrapbook). Während dieser ersten Jahre übte Nick Massi mit Frankie Gesang, Tommy kam ins Gefängnis und wieder heraus, Frankie ändert seinen Nachnamen in Valli, Tommy und Frankie entwickelten eine gute Beziehung zu Mafia-Boss Gyp DeCarlo und Frankie verliebte sich in Mary Delgado und heiratete sie. Musikalisch war die Band immer noch am Experimentieren und sie änderte ihren Namen und den Sound, aber ohne durchschlagenden Erfolg.
Eines Tages kommt der Freund und Jersey-Junge Joe Pesci zu Tommy und erzählt, dass er einen Sänger und Songschreiber kennt, der der perfekte vierte Mann für die Band ist: Bob Gaudio.
Sommer
Bob Gaudio übernimmt die Erzählerrolle und erklärt dem Publikum, dass es egal ist, was Tommy erzählt hätte. Er sei kein Unbekannter, denn er habe bereits den Single-Hit Short Shorts veröffentlicht. Er hört sich mit Joe Pesci die Band an und ist sofort von Frankies Stimme beeindruckt. Bob spielt den eben von ihm geschriebenen Song Cry for Me auf dem Klavier vor, Frankie, Nick Massi und schließlich Tommy kommen mit Gesang, Bass und Gitarre dazu. Obwohl Tommy zunächst skeptisch ist, handeln sie einen Vertrag aus, dass Bobby, obwohl er noch Teenager ist, in die Band aufgenommen wird. Von Produzent Bob Crewe bekommt die Band einen Vertrag, allerdings nur als Back-Up-Band (Backup Sessions). Crewe ist der Meinung, dass die Band eine Identitätskrise hat und fordert eine endgültige Entscheidung über Bandnamen und Sound. Die Band nennt sich nach der Kegelbahn Four Seasons, und Bob schreibt die drei Songs, die sie schließlich zu Stars werden lässt: Sherry, Big Girls Don’t Cry and Walk Like a Man. Im Zuge ihres Erfolgs verzeichnet auch Bob ein persönliches Erlebnis, indem er seine Jungfräulichkeit verliert (December, 1963 (Oh, What a Night)). Der Banderfolg bedeutet mehr Auftritte, und auf ihrer Tour entdecken sie die Girlband The Angels (My Boyfriend’s Back). Leider belastet das Tourleben die Ehe von Frankie und Mary, so dass sie sich scheiden lassen (My Eyes Adored You). Die Band hat weiterhin Chart-Erfolge (Dawn (Go Away)), bis nach einem Konzert ein Kredithai Geld von Tommy zurückverlangt(Walk Like a Man/reprise).

### 2. Akt
Herbst
Nick Massi, der jetzt als Erzähler auftritt, erklärt, dass Bob nur auf den Banderfolg und die Zukunft ausgerichtet war und nicht bemerkt hat, dass die Band seit einiger Zeit in Schwierigkeiten war. Tommy häuft Schulden an, und wegen einer übersehenen Rechnung von einer früheren Tour landet die Band für ein Wochenende im Gefängnis, was die Beziehung zwischen Tommy und Bob belastet (Big Man in Town). Nick beobachtet, dass Tommy eifersüchtig auf Frankies Erfolg wird und sein Verhältnis zu Bob verschlechtert sich. Er versucht Frankies neue Freundin Lorraine zu verführen. Die beiden konfrontieren sich nicht damit, aber die alte Freundschaft ist nicht mehr, was sie einmal war. Als der Kredithai von der Band die 150.000 US-Dollar fordert, die Tommy ihm schuldet, bittet Frankie Gyp DeCarlo um Hilfe, trotz Tommys Einwand, dass er sie nicht benötige (Beggin’). Die Band, DeCarlo und der Kredithai treffen eine Vereinbarung: Tommy soll nach Las Vegas, wo die Mafia ein Auge auf ihm haben wird, und die Band wird die Schulden übernehmen, zusammen mit einer halben Million unversteuerter Einnahmen, die Tommy vor der Gruppe versteckt hat. Zu dieser Zeit erklärt Nick, dass er aller Dinge müde ist und er aufhören möchte. (Stay/Let’s Hang On!).
Winter
Frankie übernimmt die Erzählerrolle und erklärt, dass seine Beziehung zu Tommy nicht ideal ist, auch wenn er ihm viel zu verdanken hat. Auch versteht er nicht, warum Nick sich entschlossen hat zu gehen. Frankie und Bob finden einen Ersatz, um die Band als Quartett zu erhalten (Opus 17 (Don’t You Worry ’bout Me)), bis Bob beklagt, dass er nie richtig im Rampenlicht gestanden hätte, dass Frankie eher ein Solist sei und es „Frankie and The Four Seasons“ heißen müsse. Privat ist Frankies Beziehung zu seiner Tochter Francine angespannt und er trennt sich von seiner Freundin Lorraine (Bye, Bye, Baby (Baby, Goodbye)). Musikalisch hat Frankie weiterhin Erfolg dank Bobs Liedern. Er trifft den Jackpot mit C’mon Marianne und dem selten gespielten Can’t Take My Eyes Off You, für dessen Ausstrahlung Bob kämpft. Zusammen mit dem Erfolg von Working My Way Back to You bezahlen Frankie und Bob schließlich Tommys Schulden ab, und Frankies Leben ist in Ordnung, bis seine Tochter Francine an einer Überdosis Drogen stirbt (Fallen Angel).
Schluss
Bob Crewe beschreibt die Aufnahme der Four Seasons in die Rock and Roll Hall of Fame, die 1990 die originalen vier Mitglieder ein letztes Mal auf der Bühne vereint (Rag Doll). Jedes Mitglied informiert kurz das Publikum darüber, wie stolz es war, der Band anzugehören, und was es jetzt macht. (Who Loves You).

## Hauptrollen und Darsteller des Films
| Rolle          | Beschreibung | Originale Broadway-Besetzung | Derzeitige Broadway-Besetzung                   | Originale West-End-Besetzung              | Derzeitige West-End-Besetzung          | Filmdarsteller 2014 | Besetzung Amstetten 2023 |
| -------------- | --- | ---------------------------- | ----------------------------------------------- | ----------------------------------------- | -------------------------------------- | ------------------- | ------------------------ |
| Frankie Valli  | Mitglied und Leadsänger der Four Seasons. | John Lloyd Young             | Joseph Leo Bwarie, Nick Cosgrove (alternierend) | Ryan Molloy, Scott Monello (alternierend) | Matt Corner, Dale Hodge (alternierend) | John Lloyd Young    | Charles Kreische         |
| Tommy DeVito   | Mitglied und Leadgitarrist der Four Seasons. Verlässt die Gruppe, als er Schulden bei einem Kredithai macht. | Christian Hoff               | Richard H. Blake                                | Glenn Carter                              | Simon Bailey                           | Vincent Piazza      | Fin Holzwart             |
| Bob Gaudio     | Songwriter, Mitglied und Keyboarder der Four Seasons. Jüngstes und neustes Mitglied der Gruppe. | Daniel Reichard              | Drew Gehling                                    | Stephen Ashfield                          | Declan Egan                            | Erich Bergen        | Lukas Mayer              |
| Nick Massi     | Mitglied und Bassist der Four Seasons. Hat ein gutes Ohr für Stimmen und trainiert Frankie beim Gesang. | J. Robert Spencer            | Matt Bogart                                     | Philip Bulcock                            | Matt Hunt                              | Michael Lomenda     | Alexander Auler          |
| Mary Delgado   | Frankie Vallis erste Frau. Sie berät Frankie bei der Schreibweise seines Künstlernamens und heiratet ihn, als die Gruppe gerade startet. Sie trennen sich, als die Belastung durch Frankies Karriere ihre Beziehung belastet. | Jennifer Naimo               | Cara Cooper                                     | Suzy Bastone                              | Nicola Brazil                          | Renee Marino        | Barbara Castka           |
| Bob Crewe      | Schallplattenproduzent, der auf die Gruppe aufmerksam wird, bevor sie sich als The Four Seasons umbenennen. Er nimmt ihre Musik auf und hilft ihnen, sie zu veröffentlichen.                                                  | Peter Gregus                 | Peter Gregus                                    | Simon Adkins                              | Mark Dugdale                           | Mike Doyle          | Nicolas Tenerani         |
| Gyp DeCarlo    | Ein Mafia-Boss, der über Tommy DeVito Beziehungen zu den Four Seasons hat. Er hilft der Gruppe, als Tommy einen großen Betrag an Schulden angehäuft hat und übernimmt als dritter Mann die Verhandlungen mit dem Kredithai.   | Mark Lotito                  | Mark Lotito                                     | Stuart Milligan                           | Matt Cutts                             | Christopher Walken  | Oliver Huether           |
| Joe Pesci      | Genannt „Joey“, ein Freund von Tommy, Frankie und Nick, der Bob Gaudio der Gruppe vorstellt. Schließlich wird er Mitglied der Gruppe.                                                                                         | Michael Longoria             | Russell Fischer                                 | Jye Frasca                                | Mark Heenehan                          | Joey Russo          | Aday Velasco             |
| Norm Waxman    | Der Kredithai, der Tommy aufgrund seiner Schulden in Schwierigkeiten bringt. | Donnie Kehr                  | Miles Aubrey                                    | Joseph Prouse                             | Joe Maxwell                            | Donnie Kehr         | Fabian Lukas Raup        |
| Lorraine       | Eine Journalistin, die nach seiner Scheidung Frankies Freundin wird. Einer der Gründe für den Streit zwischen Frankie und Tommy, als Tommy sich ihr nähert, obwohl er weiß, dass sie mit Frankie zusammen ist.                | Erica Piccininni             | Katie Webber                                    | Amy Pemberton                             | Nicky Griffiths                        | Erica Piccininni    | Livia Wrede              |
| Francine Valli | Frankies und Marys Tochter. Zunächst hat sie eine enge Beziehung zu ihrem Vater und möchte Sängerin werden. Sie stirbt an einer Überdosis Drogen.                                                                             | Sara Schmidt                 | Sara Schmidt                                    | Michelle Francis                          | Helen Ternent                          | Freya Tingley       | Maria Pampori            |

## Musik

### Lieder
1. Akt
- Ces soirées-là (Oh What a Night/Oh was für eine Nacht) – Paris, 2000 – Französischer Rap-Star Yannick und Backup-Gruppe
- Silhouettes (Silhouetten) – Tommy DeVito, Nick Massi, Nick DeVito und Frankie Valli
- You’re the Apple of My Eye (Du bist mein Augapfel) – Tommy DeVito, Nick Massi und Nick DeVito
- I Can’t Give You Anything But Love (Ich kann dir nichts als Liebe geben) – Frankie Valli
- Earth Angel (Erdengel) – Tommy DeVito und Full Company
- A Sunday Kind of Love (Eine Art Sonntagsliebe) – Frankie Valli, Tommy DeVito, Nick Massi und Nicks Date
- My Mother’s Eyes (Die Augen meiner Mutter) – Frankie Valli
- I Go Ape (Ich gehe Affe) – The Four Lovers
- (Who Wears) Short Shorts ((Wer trägt) Kurze Hosen) – The Royal Teens
- I’m in the Mood for Love/Moody’s Mood for Love (Ich bin in der Stimmung für die Liebe/Moody’s Liebesstimmung) – Frankie Valli
- Cry for Me (Weine für mich) – Bob Gaudio, Frankie Valli, Tommy DeVito und Nick Massi
- An Angel Cried (Ein Engel hat geweint) – Hal Miller und The Rays
- I Still Care (Ich kümmere mich immer noch) – Miss Frankie Nolan und The Romans
- Trance – Billy Dixon und The Topix
- Sherry – The Four Seasons
- Big Girls Don’t Cry (Große Mädchen weinen nicht) – The Four Seasons
- Walk Like a Man (Geh wie ein Mann) – The Four Seasons
- December, 1963 (Oh, What a Night) (Dezember 1963 (Oh, was für eine Nacht)) – Bob Gaudio und Full Company
- My Boyfriend’s Back (Der Rücken meines Freundes) – The Angels
- My Eyes Adored You (Meine Augen verehrten dich) – Frankie Valli, Mary Delgado und The Four Seasons
- Dawn (Go Away) (Dawn (Geh weg)) – The Four Seasons
- Walk Like a Man (Geh wie ein Mann reprise) – Full Company

2. Akt
- Big Man in Town (Großer Mann in der Stadt) – The Four Seasons
- Beggin’ (Ich flehe Sie an) – The Four Seasons
- Stay (Bleibe) – Bob Gaudio, Frankie Valli und Nick Massi
- Let’s Hang On! (To What We’ve Got) (Lassen Sie uns festhalten! (Zu dem, was wir haben)) – Bob Gaudio und Frankie Valli
- Opus 17 (Don’t You Worry ’bout Me) (Opus 17 (Mach dir keine Sorgen um mich)) – Bob Gaudio, Frankie Valli und The New Seasons
- Bye, Bye, Baby (Baby Goodbye) (Auf Wiedersehen, Baby (Baby Auf Wiedersehen)) – Frankie Valli und The Four Seasons
- C’mon Marianne (Komm schon, Marianne) – Frankie Valli und The Four Seasons
- Can’t Take My Eyes Off You (Ich kann meine Augen nicht von dir abwenden) – Frankie Valli
- Working My Way Back to You (Ich arbeite mich zurück zu dir) – Frankie Valli und The Four Seasons
- Fallen Angel (Gefallener Engel) – Frankie Valli
- Rag Doll (Stoffpuppe) – The Four Seasons
- Who Loves You (Wer liebt dich) – The Four Seasons und Full Company

### Instrumentation
Jersey Boys erfordert ein kleines Orchester mit neun Musikern: drei Keyboards, Gitarre, Bass, Schlagzeug, zwei Holzbläser und Trompete. Der erste Holzbläser spielt Alt- und Tenor-Saxophon, Klarinette, Flöte und Oboe. Der zweite Holzbläser spielt Tenor- und Bariton-Saxophon, Klarinette und Bassklarinette. Auch die Trompete wechselt auf Flügelhorn.

## Kritiken
Ben Brantley von der The New York Times schrieb: „Das Publikum tobt. Ich spreche über das reale Publikum meist mittleren Alters am August Wilson Theater, das vergessen hat, in welchem Jahr es lebt, wie alt es ist oder am wichtigsten, dass John Lloyd Young nicht Frankie Valli ist. Und alles, was bis zu diesem Vorhang geführt hat, fühlt sich für eine Sekunde so real und lebendig an wie das Klatschen in die Hände.“
Charles Spencer vom The Daily Telegraph schrieb: „Überbezahlt, übersexed und überall hier: Ich vermute, es wird einige Zeit dauern, bevor London sagt Bye Bye Baby (Baby Goodbye) zu den phänomenalen Jersey Boys.“
Benedict Nightingale von der The Times schrieb: „Oh What a Night. Es gab Zeiten, als ich dachte, dass die Darsteller sogar die Beatles in der musikalischen Textur anklingen ließen.“
Quentin Letts von der Daily Mail schrieb: „Ich muss sagen, ich genoss es. Dies ist ein großer Wurf einer Show mit fantastischen Songs.“

## Aufnahmen und Verfilmung
Eine Aufnahme mit der Originalbesetzung wurde von Rhino Entertainment erstellt Jersey Boys: Original Broadway Cast Recording (Rhino R2 73271) und im November 2005 veröffentlicht. 2007 gewann diese Aufnahme den Grammy Award für das beste Musical Show Album.
Im Februar 2008 wurde das Album mit Gold ausgezeichnet, nachdem mehr als 500.000 Kopien in den Vereinigten Staaten verkauft worden waren. Im Oktober 2009 wurde das Album mit Platin für den Verkauf von 1 Mio. Kopien in den Vereinigten Staaten ausgezeichnet.
2010 erwarb GK Films die Rechte, eine Filmversion des Musicals zu produzieren, für den Brickman und Elice das Drehbuch schreiben sollten. im August 2012 wurde Jon Favreau als Regisseur engagiert und die Castings begannen. Im November 2012 berichtete Variety, Warner Bros. hätte die Filmpläne fallen gelassen, im Mai 2013 sagte Frankie Valli, der Leadsänger der Four Seasons, dass die Produktion noch läuft und er beim Casting seiner Rolle mitwirken würde.
Im Juli 2013 begann Clint Eastwood mit dem Casting von Jersey Boys. Am 17. Juli 2013 wurde die Besetzung der vier Hauptrollen veröffentlicht: John Lloyd Young als Frankie Valli, Erich Bergen als Bob Gaudio, Vincent Piazza als Tommy DeVito und Michael Lomenda als Nick Massi. Am 23. Juli 2013 wurde Christopher Walken als Darsteller des Mafiosi Gyp DeCarlo vorgestellt. Weitere Rollenbesetzungen sind Mike Doyle als Bob Crewe, Joey Russo als Joe Pesci, Johnny Cannizzaro als Nick DeVito, Donnie Kehr als Norm Waxman, Jeremy Luke als Donnie, Phil Abrams als Music Publisher, Freya Tingley als Francine Valli, Renee Marino als Mary Delgado, Erica Piccininni als Lorraine und Kathrine Narducci als Frankie Vallis Mutter.
Am 20. Juni 2014 wurde der Film in den Vereinigten Staaten veröffentlicht. Im deutschsprachigen Raum kam er am 31. Juli 2014 in die Kinos.

## Wohltätigkeitsveranstaltungen
Die West End-Besetzung von Jersey Boys trat am 11. Dezember 2008 als Gast-Act für die Royal Variety Performance auf, die in Anwesenheit von hochrangigen Mitgliedern der königlichen Familie am London Palladium inszeniert wurde. Die Royal Variety Performance ist eine Galaveranstaltung, die jährlich an einem großen britischen Theater stattfindet, um Geld für den Benevolent Unterhaltungskünstler-Fond zu erhalten. 2010 gab die West End-Besetzung der Jersey Boys eine Show, deren Gewinn an Kinder in Not. Die Show endete mit einem Medley von Pudsey Bear und erbrachte 60.150 Pfund Sterling für den guten Zweck. 2009 trat die Besetzung auch als Gast-Act für Kinder in Not auf.
Jersey Boys Chicago wurde zwei Jahre in Folge für die Top-Spendenaktion in der Tour-Kategorie am Broadway geehrt.
Für jedes verkaufte Ticket jedes Broadwayauftrittes im Oktober 2010 wurde 1 US-Dollar an Save the Music Foundation gespendet. Jersey Boys strebte an, Mittel für ein komplettes Musik-Bildungsprogramm in einer New Yorker Schule bereitzustellen. Die Show erbrachte schließlich 43.521 US-Dollar und konnte damit das Instrumentalmusik-Bildungsprogramm an einer Schule in der Bronx wiederherstellen. Es gibt Pläne, zusätzliche Mittel für eine zweite Schule zu spenden.

## The Boys in Concert
Vier Darsteller der ursprünglichen Broadway-Produktion, Christian Hoff, Michael Longoria, Daniel Reichard und J. Robert Spencer, starteten 2010 eine Tournee mit dem Titel The Boys in Concert. Frankie Valli, Bob Gaudio, Marshall Brickman und Rick Elice verklagten die Produktion und behaupteten, dass diese Vier „Lieder, Bühnenelemente und das urheberrechtlich geschützte Logo“ gestohlen hätten, die es als autorisierten Auftritt der Jersey Boys dargestellt hätten. Die Produktion wurde in The Hitmen 4 umbenannt, und Hoff, Longoria, Reichard und Spencer erhoben eine Gegenklage mit der Behauptung, dass die Anschuldigungen falsch seien und es sich um Rufschädigung handele. Am 23. September 2010 ließen Valli und das Unternehmen die ursprüngliche Klage unter der Bedingung fallen, dass der Name der Produktion geändert wird, um sich von den Jersey Boys zu unterscheiden. Seit Februar 2013 läuft diese Produktion unter dem Namen The Midtown Men.

## Preise und Nominierungen

### Originale Broadway-Produktion
| Jahr | Preis            | Kategorie                          | Nominiert                        | Ergebnis  |
| ---- | ---------------- | ---------------------------------- | -------------------------------- | --------- |
| 2006 | Drama Desk Award | Hervorragendes Musical             | Hervorragendes Musical           | Nominiert |
| 2006 | Drama Desk Award | Musical-Buch                       | Rick Elice und Marshall Brickman | Nominiert |
| 2006 | Drama Desk Award | Hervorragender Musicalschauspieler | John Lloyd Young                 | Gewonnen  |
| 2006 | Drama Desk Award | Bester Nebendarsteller             | Christian Hoff                   | Nominiert |
| 2006 | Drama Desk Award | Bester Nebendarsteller             | Daniel Reichard                  | Nominiert |
| 2006 | Drama Desk Award | Choreography                       | Sergio Trujillo                  | Nominiert |
| 2006 | Drama Desk Award | Musical-Regisseur                  | Des McAnuff                      | Nominiert |
| 2006 | Drama Desk Award | Sound                              | Steve Canyon Kennedy             | Gewonnen  |
| 2006 | Tony Award       | Bestes Musical                     | Bestes Musical                   | Gewonnen  |
| 2006 | Tony Award       | Bestes Musical-Buch                | Rick Elice und Marshall Brickman | Nominiert |
| 2006 | Tony Award       | Bester Hauptdarsteller             | John Lloyd Young                 | Gewonnen  |
| 2006 | Tony Award       | Bester Nebendarsteller             | Christian Hoff                   | Gewonnen  |
| 2006 | Tony Award       | Beste Regie                        | Des McAnuff                      | Nominiert |
| 2006 | Tony Award       | Beste Orchestrierung               | Steve Orich                      | Nominiert |
| 2006 | Tony Award       | Bestes Bühnenbild                  | Klara Zieglerova                 | Nominiert |
| 2006 | Tony Award       | Licht                              | Howell Binkley                   | Gewonnen  |
| 2007 | Grammy Award     | Bestes Musical-Album               | Bestes Musical-Album             | Gewonnen  |

### Originale London-Produktion
| Jahr | Preis                  | Kategorie            | Nominiert            | Ergebnis  |
| ---- | ---------------------- | -------------------- | -------------------- | --------- |
| 2008 | Laurence Olivier Award | Bestes neues Musical | Bestes neues Musical | Gewonnen  |
| 2008 | Laurence Olivier Award | Bester Schauspieler  | Ryan Molloy          | Nominiert |
| 2008 | Laurence Olivier Award | Beste Choreographie  | Sergio Trujillo      | Nominiert |
| 2008 | Laurence Olivier Award | Beste Regie          | Des McAnuff          | Nominiert |
| 2008 | Laurence Olivier Award | Sound                | Steve Canyon Kennedy | Nominiert |